# Парламентские выборы на Гернси (2016)
Парламентские выборы на Гернси прошли 27 апреля 2016 года. На них избирались 38 членов парламента Гернси.

## Избирательная система

Парламент Гернси включает 38 избранных депутатов Гернси и 2 представителей Олдерни.

После выборов 2012 года количество мест парламента было решено сократить с 45 до 38. В результате количество мандатов почти во всех избирательных округах снизилось, хотя количество округов осталось прежним.
К 4 ноября 2015 года было зарегистрировано 22 408 избирателей, а к 15 февраля 2016 года перед закрытием регистрации их количество достигло 30 320, выше, чем в 2012 году (тогда их было 29 745).

## Кампания
Регистрация кандидатов проводилась с 21 по 31 марта 2016 года. В связи с тем, что на Гернси нет политических партий, все кандидаты были беспартийные. Зарегистрированный кандидат мог получить грант до £600 для печатания и распространения предвыборной информации. Предвыборная кампания продолжалась в течение апреля.

## Результаты и последствия
На 38 мест претендовал 81 кандидат. В результате 20 депутатов были переизбраны, 4 бывших депутата вновь получили места в парламенте. В то же время 10 депутатов, включая 4 министров, потеряли свои места. Из 38 избранных депутатов — 12 были женщины, тогда как в предыдущем парламенте было лишь 5 женщин. Явка составила 71,9 %.
Шестеро проигравших кандидатов-мужчин подали жалобу, заявляя, что выборы были нелегальными, так как Штаты Гернси предоставляли финансирование таким образом, чтобы больше женщин участвовало в выборах, и руководство помогало им в ходе кампании. Однако, жалоба была отвергнута с разъяснением, что фонды тратились до того, как кандидаты предоставляли свои имена для выборов. Впоследствии попросили правительство Великобритании расследовать выборы.